# 民族资产阶级
民族资产阶级是马克思主义理论的社会学概念，是资产阶级的一种。其自身的经济发展与外国资本主义没有太多联系。在半殖民半封建社会下，资本相较于官僚资产阶级或买办资产阶级往往势力较弱，但相对更反动的后者更具革命性。这一概念由列宁开始，由中国共产党为代表的各国马克思主义者普遍使用。

## 中国

### 产生背景
- 制约中国资本主义自身发展的自然经济，在鸦片战争中被外国资本主义的商品输出逐步瓦解。扩大了商品及劳动力市场，为资本主义的发展提供客观条件及可能。
- 中国社会自身也在酝酿着资本主义生产关系，这为资本主义的发展提供了主观动力。
- 19世纪60-70年代，中国正在开展洋务运动，民用工业的大量赢利刺激了地主与商人们开展机器生产的欲望。
- 鸦片战争后，外国商人在中国的通商口岸私自建厂，外商企业获得丰厚的利润刺激了一些官僚、地主、商人开始投资创办近代企业。

### 诞生与发展
- 19世纪60-70年代，中国的部分地主或商人开始引入大机器生产方式，以契约工人作为劳动力，投资于近代企业。这样的企业具有基本的资本主义生产特征，分散于上海、广东、天津等沿海地区，有别于洋务派开办的民用企业，这便是最早的民族资产阶级。
- 马关条约签订后，清政府为了解决财政危机，扩大税源，遂放宽民间设厂的限制，民族资本主义迅速发展。
- 中华民国建立后，南京临时政府颁布法令，奖励实业发展。由于没有了封建专制的阻碍，恰逢第一次世界大战，资本主力列强无暇东顾，加上民族资产阶级自身地位的提高，中国民族资本主义迎来了短暂的春天。
- 1949年，自中华人民共和国成立以后，中国共产党认为：民族资本主义既有剥削工人阶级剩余价值的一面；又有维护宪法（当时的宪法为《中国人民政治协商会议共同纲领》），愿意接受社会主义改造的一面，於是将民族资产阶级纳入爱国统一战线中，为“团结社会阶级”、“发展社会主义生产力”发挥应有的贡献。隨著三大改造的進行，民族资产阶级走向消亡。

### 中国共产党对民族资产阶级的评价
- 中国共产党认为，在半殖民半封建社会中成长的中国民族资产阶级，在自身经济实力的发展上依赖于外国资本主义，也被资本主义列强的商品输出所遏制；本国的自然经济与统治者是限制民族资产阶级成长的内因。这些条件使民族资产阶级没有与外国资本主义一样强大的经济实力，决定了民族资本主义的两面性：一方面，它同帝国主义、封建主义有矛盾，是革命力量之一；另一方面，由于他们在经济上和政治上的软弱性，他们同帝国主义和封建主义还存在着经济上的联系，所以他们没有彻底的反帝反封建的勇气。民族资产阶级这种经济地位，决定了他们在政治上表现为进步、革命上妥协、软弱的两面性。所以，中国民族资产阶级的不彻底性、动摇性和妥协性是由它与生俱来的经济上和政治上的软弱性决定的。[2]

### 早期企业
- 上海发昌机器厂
- 广东南海继昌隆缫丝厂
- 天津贻来牟机器磨坊
- 山东烟台张裕酿酒公司

### 人物
- 荣宗敬、荣德生（荣氏兄弟）
- 张謇
- 张弼士
- 周学熙

### 实业团体
- 中华民国工业建设会
- 中华实业团